# 1479
1479 је била проста година.

## Догађаји
- Битка на Лебовом Пољу (1479)

### Јануар
- 25. јануар – потписан Цариградски мир (1479)

### Август
- 7. август – Битка код Гингата

## Смрти

### Март
- 20. јун — Хуан II од Арагона, краљ Арагона